# Lebak (Pracimantoro)
Lebak is een bestuurslaag in het regentschap Wonogiri van de provincie Midden-Java, Indonesië. Lebak telt 2208 inwoners (volkstelling 2010).